# Павлов, Георгий Павлович (писатель)
Георгий Павлович Павлов (15 ноября 1895 года — 10 августа 1943 года) — русский советский писатель, критик, поэт, прозаик. Член Союза писателей СССР.

## Биография
Георгий Павлович Павлов родился 15 ноября 1895 года в Ленинградской области. После окончания в Петербурге коммерческого училища, в годы Первой мировой войны проходил службу в русской императорской армии, а после Октябрьской революции 1917 года и в годы Гражданской войны — служил в Красной армии.
Находясь в Гражданскую войну в составе 6 Петроградского полка, принимал участие в Сибири в разгроме колчаковцев. Служил помощником начальника штаба полка, работал редактором газеты «Красноармейская звезда», секретарем журнала «Сибирские огни».

## Творчество
Профессиональная литературная деятельность Г. Павлова началась в середине 1920-начале 1930-х годов. Его книга рассказов «Влюбленные» была издана в Санкт-Петербурге в 1914 году. Произведения писателя печатались в журнале «Сибирские огни», в Московских («Дом рабов. Роман». 1923; «Крейсер Эгморт». Пьеса в 3 действиях; 1931) и Новосибирских издательствах («Мистер интервент», 1933; «Стихи и рассказы», 1947). Стихи и рассказы писателя написаны по впечатлениям о событиях Гражданской войны. Член Союза писателей СССР.
Г. Павлов является автором пьес — «Мартын и Жонас» (о строительстве металлургического завода), «Чортов цвет», «Крейсер Эгморт»; романов — «Дом рабов», «Мистер интервент»; очерков «Наши великие предки» и др. произведений.
Член Союза писателей СССР, Георгий Павлович Павлов скончался 10 августа 1943 года в г. Новосибирске.

## Основные произведения
- Стихи и рассказы. Новосибирск, 1947.
- Дом рабов. Роман. Изд. Пучина. М.-Петерб. 1923.
- Крейсер Эгморт. Пьеса в 3 действ. М.-Л. Огиз. 1931.
- Мартын и Жонас. Драматический рассказ в 4 главах и 8 эпизодах. Новосибирск. 1934.
- Мистер интервент. Роман. Новосибирск. Зап-Сиб. краевое издательство. 1933.
- Г. Павлов, А. Высоцкий. Наши великие предки. Очерки. Новосибгиз. 1942.
- Огонь. Драматический этюд. М.-Л. Изд. Искусство. 1937.
- Чортов цвет. Пьеса в 5 действиях. М. Тип. НКВМ. 1929.
- Эпопея Петра Куницы. М. Изд. Федерация. 1931.
- Влюбленные, рассказы. Спб. 1914.